# Panneaux routiers au Royaume-Uni
 (novembre 2020).
Le contenu est difficilement compréhensible vu les erreurs de traduction, qui sont peut-être dues à l'utilisation d'un logiciel de traduction automatique.

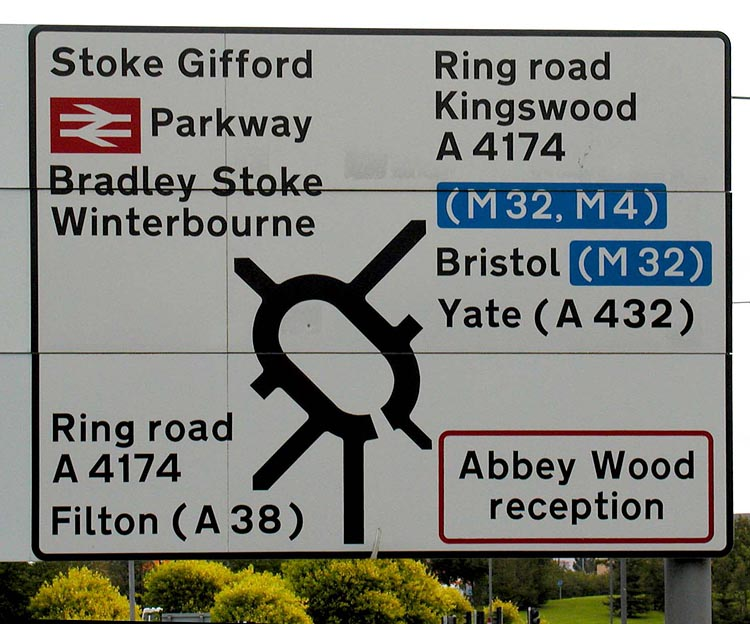
Un panneau de signalisation non-primaire près de Bristol montre des correctifs de règles de Guildford.

Les panneaux routiers utilisés au Royaume-Uni sont conformes aux normes européennes, bien qu'un certain nombre de panneaux soient spécifiques et que les panneaux de direction omettent les numéros de routes européennes.
Il existe une vaste gamme de panneaux en usage sur les routes britanniques, depuis les panneaux directionnels jusqu'aux panneaux avertissant les automobilistes des dangers possibles, en passant par les panneaux réglementaires indiquant aux automobilistes d'effectuer certaines actions.

## Histoire

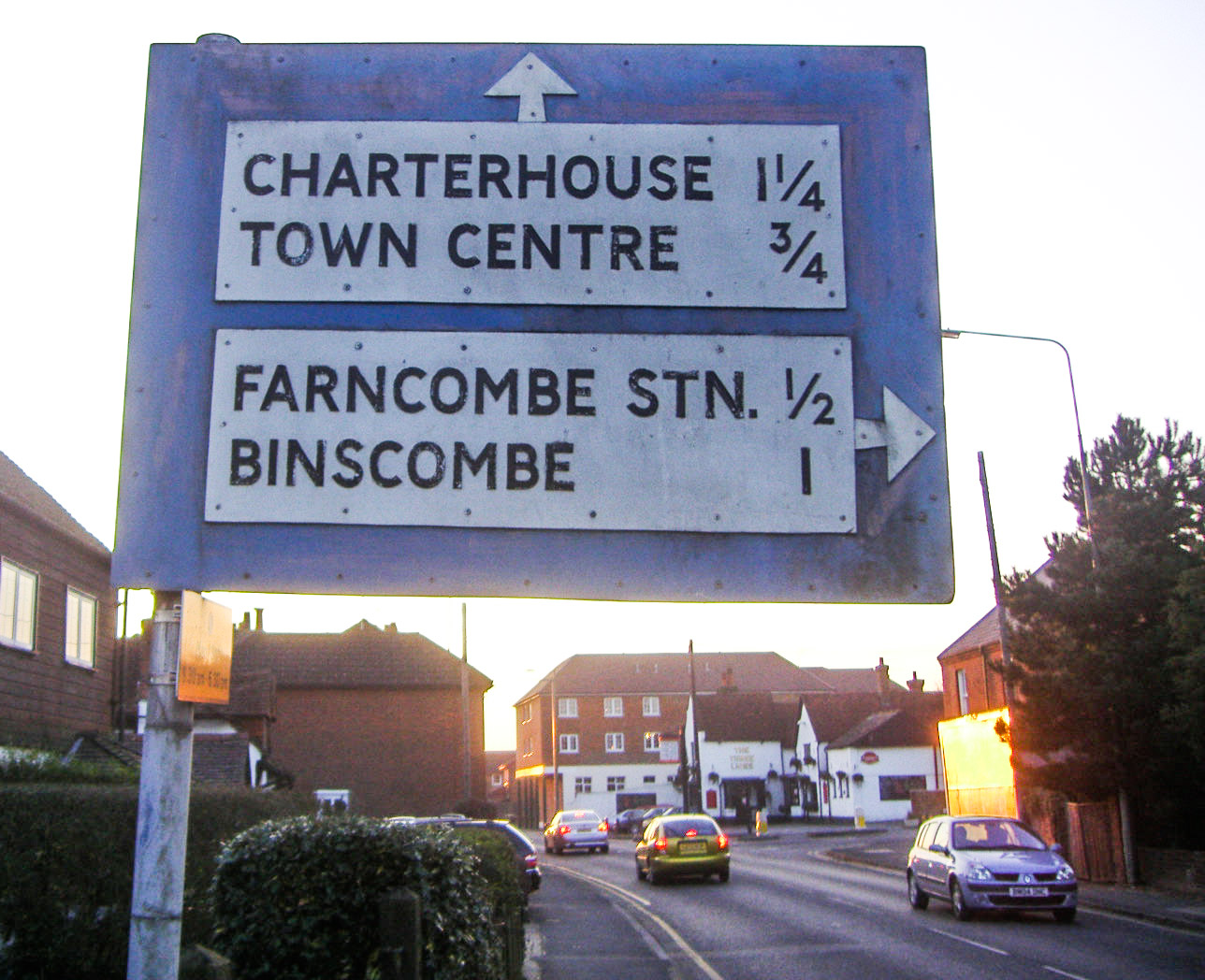
Un panneau routier pré-Worboys sur Meadrow, à Farncombe. Seule une poignée de ces signes d'avant 1963 existent encore.

La signalisation routière britannique moderne remonte au développement de la bicyclette ordinaire et à la création de clubs pour promouvoir les intérêts de ses cyclistes, notamment le Cyclists' Touring Club (CTC), la National Cyclists' Union (NCU) et la Scottish Cyclists' Union (SCU). Au début des années 1880, les trois organisations érigeaient leurs propres panneaux de danger en fonte. Il est important de noter que ces panneaux mettaient en garde contre les dangers, plutôt que de se contenter d'indiquer les distances et/ou de donner des indications sur les lieux, reconnaissant le fait que les cyclistes, comme les automobilistes modernes, étaient peu susceptibles de connaître les routes qu'ils empruntaient et se déplaçaient trop vite pour éviter d'agir sans avertissement préalable. En outre, c'est le groupe des cyclistes qui, en 1888, a réussi à convaincre le gouvernement de confier la propriété et la responsabilité des routes aux conseils de comté dans des districts routiers (DRs) déjà établis qui seraient financés par la taxation plutôt que par les péages. Les DRs étaient actifs dans l'érection de panneaux directionnels semi-standardisés et de bornes kilométriques dans les dernières années du 19e siècle. 
La montée de l'automobile après 1896 a vu le modèle se répéter. Les grands clubs automobiles, notamment l'Automobile Association (AA) et le Royal Scottish Automobile Club (RSAC) ont érigé leurs propres panneaux d'avertissement et panneaux de direction à grande échelle. De plus, en vertu de la Motor Car Act 1903, quatre panneaux nationaux ont été créés, censés être placés à au moins 8 pieds (2,4 m) du sol et à 50 verges (46 m) du point de référence. Ces panneaux étaient intéressants parce qu'ils étaient basés sur la forme plutôt que sur le texte ou l'image ; un anneau blanc (vitesse limitée comme indiqué sur une petite plaque d'information en dessous) ; un diamant blanc (parfois rouge) (un avis de moteur tel qu'une restriction de poids, donné sur une plaque ci-dessous) ; un disque rouge (une interdiction) ; et un triangle rouge ouvert (un danger ou un avertissement). Ces deux derniers pouvaient être détaillés par l'apposition d'une plaque d'information ci-dessous, mais il était souvent laissé à l'automobiliste de deviner à quoi se référait le panneau et les variations locales quant à la définition de ce qui était une interdiction ou simplement un avis, par exemple, étaient courantes. En dépit de ce début déroutant, ce format de panneau devait se développer pour devenir le panneau routier britannique qui était la norme de 1934 à 1964. Avant cette époque, jusqu'en 1933, lorsque la réglementation de la signalisation routière a été publiée en vertu des pouvoirs créés par la loi de 1930 (Road Traffic Act 1930) sur la circulation routière, les spécifications nationales de la signalisation routière n'étaient que des spécifications consultatives.

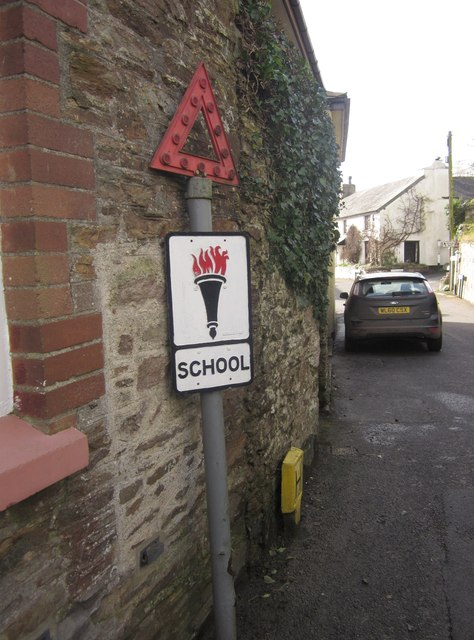
La flamme de la Connaissance, panneau à Blackawton, Devon.

Après un examen de la signalisation nationale en 1921, un nombre limité de plaques d'avertissement et d'information sur les dangers a été amélioré par l'utilisation de symboles plutôt que de texte seulement. De tels symboles avaient été développés en Europe continentale dès 1909, mais avaient été rejetés par le Royaume-Uni, qui favorisait l'utilisation du texte. Les symboles étaient des silhouettes simples, faciles à lire à distance. Certains étaient particulièrement britanniques : School (et plus tard Children) représenté par le flambeau flamboyant de la connaissance. Le gouvernement devait faire des efforts accrus pour uniformiser la signalisation routière dans le Road Traffic Act 1930 (RTA) et les règlements de 1933, finalement consolidés avec la publication du Road Traffic Acts and Regulations handbook de 1934. Celles-ci ont vu la fin des panneaux AA en émail vitrifié noir et jaune (bien que l'AA ait encore le droit d'ériger des panneaux de direction temporaires, ce qu'il fait encore aujourd'hui). Alors que le RSAC avait cessé d'ériger des panneaux, le Royal Automobile Club (RAC) avait commencé à le faire selon les spécifications du RTA (à l'exception de l'inclusion de l'insigne RAC) et était très actif à cet égard à la fin des années 1930.
Les signes nationaux britanniques étaient désormais un disque rouge (interdiction), un triangle rouge ouvert (avertissement / danger), un anneau rouge (ordre) et un triangle rouge ouvert dans un anneau pour le nouvel avertissement (1933) avec l'ordre Slow - Major road Ahead et Halt at major Road Ahead (les prédécesseurs des plaques Give way et Stop respectivement). Tous les panneaux devaient porter des plaques d'information montées sous eux, les avertissements ou les dangers étant illustrés par un large éventail de symboles prescrits, mais avec un panneau de texte en dessous, n'étant que du texte là où il n'y avait pas de symbole. Les lettres et les symboles étaient noirs sur fond blanc sauf pour les ordres (comme Turn left) qui étaient blancs sur fond bleu. Le premier panneau combiné, qui comprenait des informations sur le panneau lui-même, la limitation de vitesse à 30 miles par heure (introduite en 1934), avec 30' en lettres noires sur un disque blanc (l'information) entouré d'un anneau rouge (le panneau d'ordre). Il était accompagné de sa 'dé-restriction', un disque blanc avec une bande diagonale noire qui le divise en deux. Ni l'un ni l'autre de ces panneaux n'exigeait des plaques signalétiques séparées. Le CRT&R de 1934 a également clarifié la signalisation de direction et de distance qui est également demeurée sous cette forme jusqu'en 1964. Tous les panneaux étaient montés sur des poteaux peints de bandes noires et blanches, et leur envers était fini noir, vert ou plus rarement (habituellement après avoir été repeint) blanc. La plaque Halt était unique par sa forme en T ; les commandes étaient principalement de type paysage et les avertissements toujours portrait. Les dimensions étaient strictement prescrites, la plaque d'avertissement étant de 21 pouces sur 12 pouces (53 cm × 30 cm) et le triangle de surmontant 18 pouces (46 cm) égal.
En préparation de l'invasion pendant la Seconde Guerre mondiale, tous les panneaux de signalisation de navigation et les panneaux de gare ont été enlevés afin de confondre les mouvements terrestres potentiels de l'ennemi. 

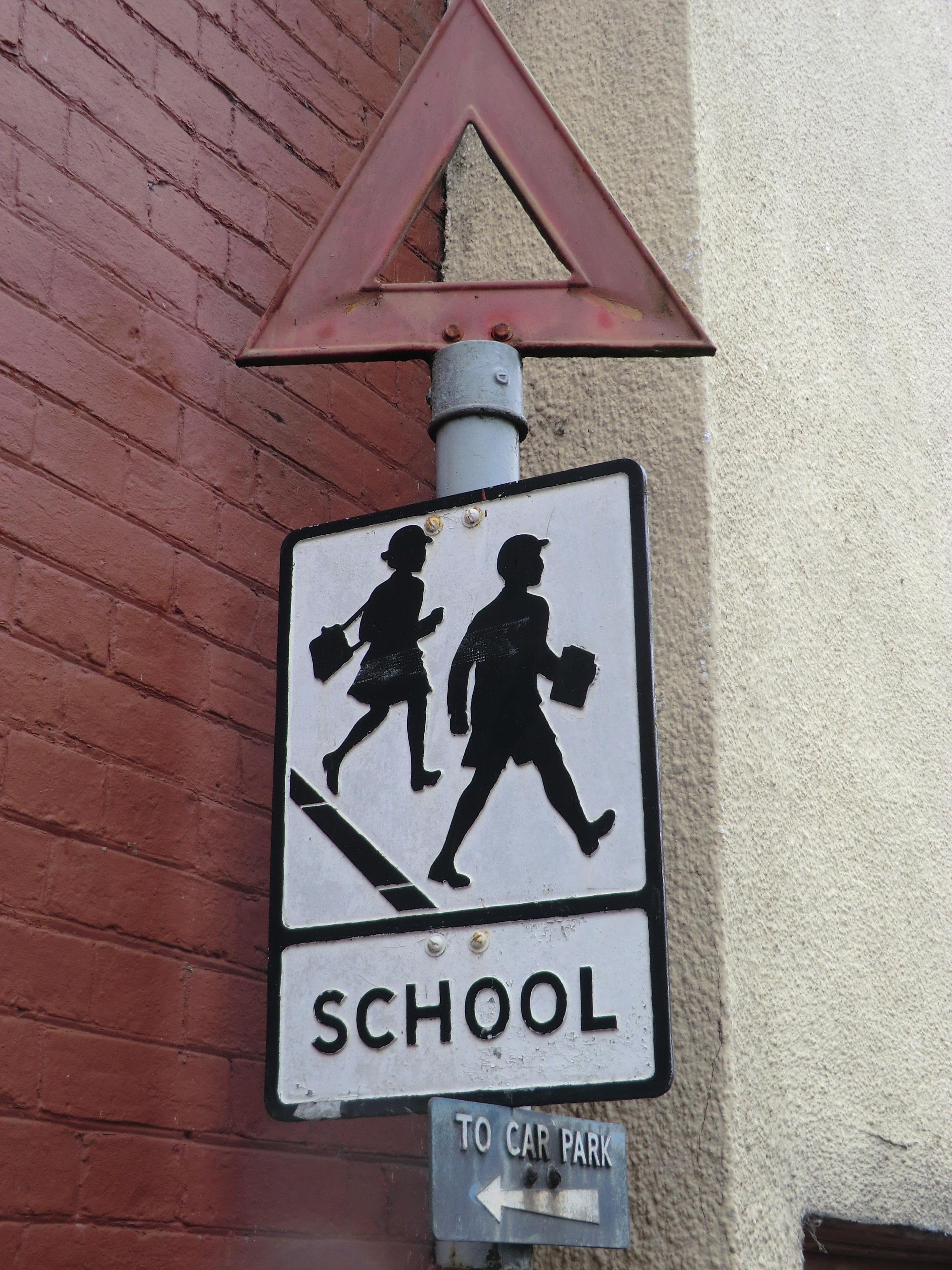
Signe à l'ancienne avertissant d'une école devant, toujours en existence à Glastonbury, Somerset.

Les signes nationaux ont fait l'objet de modifications mineures, principalement au début de l'après-guerre. Par exemple, School est devenu un écolier et une fille marchant sur un trottoir, Children un garçon et une fille jouant au handball sur le bord d'un trottoir. Un train Crossing no Gates a reçu une locomotive plus semblable à un jouet. Pendant ce temps, le triangle était inversé pour Halt et Slow, tandis que No Entry devenait un signe combiné - un disque rouge coupé en deux par un rectangle horizontal blanc portant le lettrage. Les ordres étaient maintenant noirs sur blanc, à l'exception de No Waiting, qui était noir sur jaune dans un anneau rouge. Certains de ces changements s'inscrivaient dans le cadre d'une tentative de refléter les normes européennes.
Les premiers panneaux de signalisation routière étaient généralement en fonte, mais cette dernière a été de plus en plus remplacée par l'aluminium coulé dans les années 1930. Les enseignes moulées ont été conçues pour être entretenues en étant repeintes avec le lettrage en relief et le symbole facilement repérable par une main non formée. Ce type d'enseigne a parfois reçu un élément d'utilisation nocturne par l'inclusion de réflecteurs en verre. Une alternative à la coulée et à la peinture était la tôle émaillée vitrifiée ou l'acier. Dans les années 1950, les panneaux coulés ont été rapidement remplacés par des feuilles de métal (habituellement de l'aluminium) recouvertes de plastique adhésif ; ils pouvaient être rendus réfléchissants, comme on le sait, par la scotchlite. Ces signes sont devenus presque universels depuis les réformes du début des années 1960. 
La réforme majeure de la signalisation routière au Royaume-Uni pour mieux refléter les pratiques européennes s'est déroulée en deux étapes. Le premier a été associé au premier projet de construction d'autoroute et au développement d'un système de signalisation par le Comité Anderson de 1957. Bien qu'elle s'ajoutait à la signalisation existante, elle fixait un certain nombre de repères qui ont été élaborés sous l'égide du Comité Worboys de 1963 qui était en grande partie responsable du système de signalisation routière mis en place à partir de 1964, qui est toujours d'actualité. Jusqu'à Worboys, les différences les plus notables entre les signes européens et ceux du Royaume-Uni étaient leur utilisation de symboles sans texte dans la mesure du possible, augmentant ainsi l'internationalisme de leur langue, ainsi que leur nature combinée, par exemple les signes d'avertissement ayant le symbole à l'intérieur du triangle au lieu d'une plaque d'information séparée. Le Comité Worboys a recommandé que de telles pratiques soient adoptées au Royaume-Uni et les nouveaux panneaux de signalisation routière de 1964 faisaient partie de la réforme la plus complète du paysage urbain du Royaume-Uni que le pays ait connue. Contrairement aux efforts précédents du gouvernement pour réglementer la signalisation, qui avaient tendance à être cumulatifs, Worboys a fait valoir une position moderniste consistant à partir de zéro, tous les panneaux antérieurs étant jugés obsolètes, voire illégaux, et donc sujets à un remplacement total et systématique. En conséquence, les autorités locales ont été accusées de programmes de démission massive. Les panneaux d'ordre et d'interdiction ont presque tous été remplacés en quelques années, les panneaux d'avertissement et de direction prenant un peu plus de temps. Peu de panneaux d'avertissement antérieurs à 1964 ont survécu plus d'une dizaine d'années et, bien que les panneaux de direction aient été remplacés de la même façon, un plus grand nombre d'entre eux ont survécu parce qu'ils n'étaient pas jugés aussi essentiels que les autres sur le plan réglementaire. 
Le système actuellement utilisé a été principalement mis au point à la fin des années 1950 et au début des années 1960, et d'autres codes de couleurs ont été introduits au milieu des années 1980. L'élaboration du système s'est déroulée en trois grandes étapes : 
1. Le Comité Anderson a mis en place le système de signalisation autoroutière.
2. Le Comité Worboys a réformé la signalisation des routes polyvalentes existantes.
3. Les règles de Guildford ont introduit des caractéristiques pour indiquer les différentes catégories d'itinéraires.

### Comité Anderson
En 1957, un comité gouvernemental a été formé pour concevoir les panneaux de signalisation du nouveau réseau autoroutier. Il fallait un système facilement lisible à grande vitesse. Colin Anderson, président de P&O, a été nommé président ; T. G. Usborne, du ministère des Transports, était responsable des procédures. Deux graphistes ont été mandatés pour concevoir le système de signalisation : Jock Kinneir et son assistante (et plus tard associée) Margaret Calvert. Les nouvelles enseignes ont été utilisées pour la première fois sur la voie de contournement de Preston en 1958. 

### Comité Worboys
Le gouvernement britannique a formé un autre comité en 1963 pour examiner la signalisation sur toutes les routes britanniques. Il était présidé par Sir Walter Worboys de Imperial Chemical Industries. Il en est résulté un document qui définit la signalisation routière en Grande-Bretagne : Règlement sur la signalisation routière et les directives générales (RSARGD). Il a été introduit pour la première fois le 1er janvier 1965 mais a été mis à jour à plusieurs reprises depuis. Il est comparable au Manual on Uniform Traffic Control Devices aux États-Unis. Le TSRGD est un instrument statutaire qui prescrit les faces de signalisation et les variantes autorisées qui peuvent être utilisées sur les routes du Royaume-Uni. Le TSRGD s'appuie sur le Traffic Signs Manual (TSM), qui se compose de 8 chapitres publiés séparément et qui fournit « les codes à suivre pour l'utilisation, l'emplacement et l'éclairage des panneaux sur toutes les routes et autoroutes. Elle couvre également les panneaux temporaires destinés à être utilisés dans le cadre de travaux routiers, en cas d'urgence par la police, ainsi que la signalisation routière temporaire par les organisations d'automobilistes et les autorités routières ».

### Règles de Guildford
Dans le cadre d'un effort visant à éliminer l'encombrement des panneaux au milieu des années 1980, un système de codage par couleur a été mis au point pour indiquer l'information relative aux différentes catégories d'itinéraires sur un même panneau. Le système est devenu connu sous le nom de Guildford Rules (en français les règles de Guildford), d'après la ville de Guildford dans le Surrey, où des versions expérimentales de ce système de signature ont été testées. 

## Conception

Un rare panneau routier avec des unités métriques à St Albans, Hertfordshire.

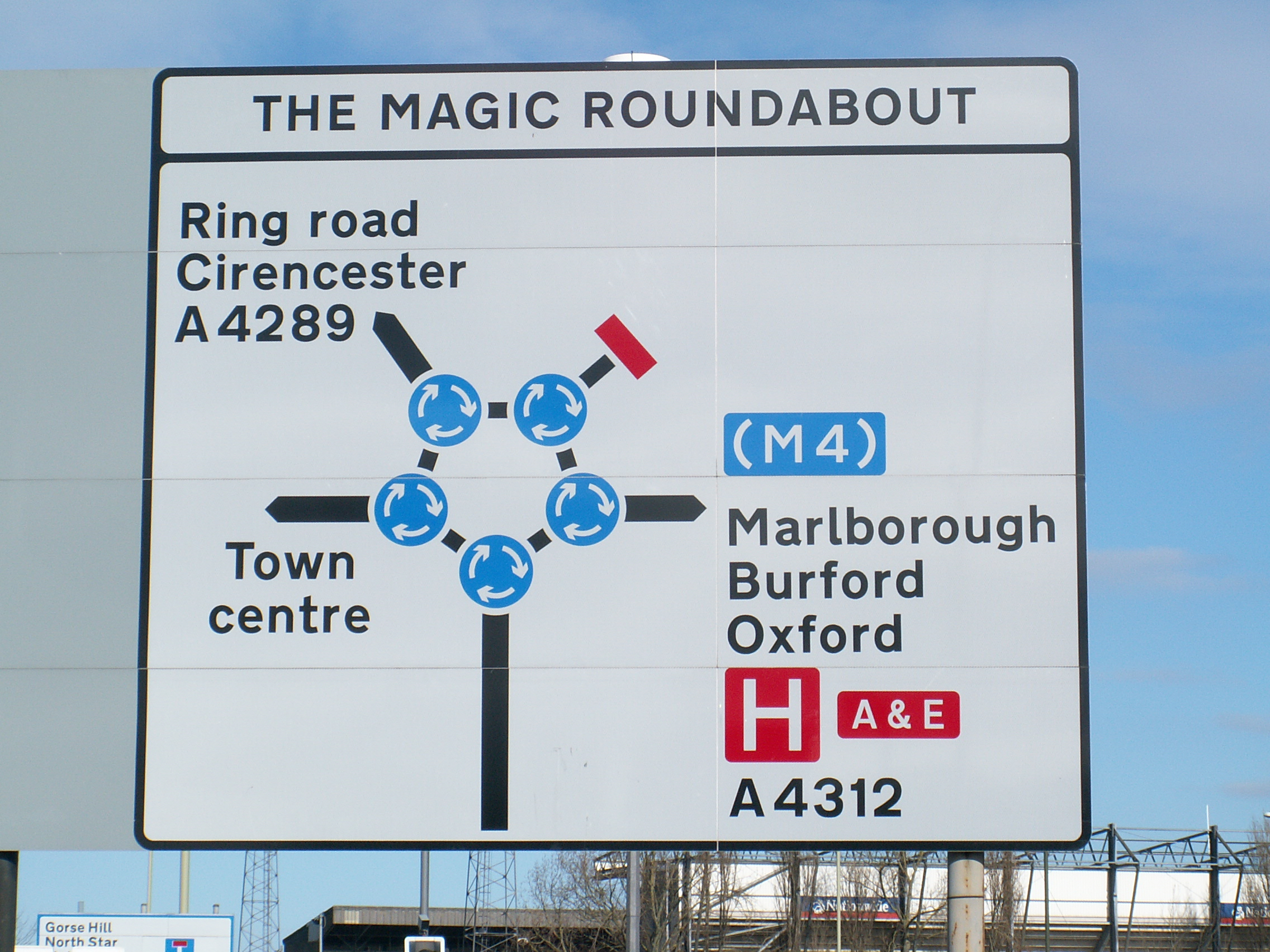
Un panneau au rond-point Magic à Swindon incorporant des mini-ronds dans la signalisation. (La méthode correcte, introduite dans le TSRGD de 1994, consiste à utiliser un disque noir avec un point blanc central pour chaque mini-ronde. Cette particularité est commune dans le Wiltshire.

Au Royaume-Uni, la signalisation routière est régie par un ensemble de lignes directrices extrêmement complexes et détaillées. Les unités de mesure de base utilisées par les concepteurs de panneaux sont la hauteur x (la hauteur de la lettre minuscule x) et la largeur de trait (sw) (4 sw = 1 x hauteur). Les dimensions des bordures, des symboles et des flèches ainsi que l'espacement et la disposition de la face du panneau sont exprimés en sw, de sorte que tous les éléments restent proportionnels. La hauteur x d'un panneau est dictée principalement par la vitesse du trafic qui s'approche, de sorte que les hauteurs x de 300 mm sont courantes sur les autoroutes, alors que les panneaux de stationnement sont le plus souvent de 15 mm ou 20 mm de hauteur x. 
Les panneaux de signalisation sont généralement conçus à l'aide de logiciels spécialisés. Les deux systèmes les plus populaires sont SignPlot de Buchanan Computing et KeySign (anciennement AutoSign) de Key Traffic Systems, développé à l'origine dans les années 1980 par Pete Harman et Geoff Walker alors qu'ils travaillaient pour le Humberside County Council. 

### Forme
Presque tous les panneaux ont des coins arrondis. C'est en partie pour des raisons esthétiques. Il est également plus sûr pour quiconque entre en contact avec un panneau, et il rend le panneau plus durable, car la pluie et la neige sont moins susceptibles de corroder les coins. 

### Les unités de mesure
Le Royaume-Uni est le seul pays européen à utiliser principalement des unités impériales plutôt que des unités métriques sur les panneaux de signalisation routière pour mesurer les distances et les limitations de vitesse, et l'un des rares pays au monde (avec les États-Unis, le Libéria et la Birmanie). Les limites de poids des véhicules ne sont signées qu'en unités métriques (TSRGD 1981), et les unités métriques peuvent être utilisées en plus des unités impériales pour les restrictions de hauteur, de largeur et de longueur. 
À partir de mars 2015, toutes les nouvelles restrictions de hauteur et de largeur doivent afficher des unités métriques et impériales. À l'origine, le gouvernement prévoyait de rendre obligatoires les doubles unités sur les nouveaux panneaux d'avertissement et de restriction de hauteur dés le 9 avril 2010, mais la règle n'a pas été incluse dans l'amendement de 2011 au TSRGD. En novembre 2014, on a annoncé que tous les nouveaux panneaux de restriction de hauteur et de largeur installés à partir de mars 2015 seraient munis d'une double unité métrique et impériale. 

### Couleurs
Trois combinaisons de couleurs sont utilisées sur les panneaux de direction Worboys en fonction de la catégorie de l'itinéraire. Toutes les routes sont classées en autoroutes (blanc sur bleu), routes primaires (blanc sur vert foncé avec des numéros de routes jaunes) ou routes non primaires (noir sur blanc).
Le TSRGD 1994 a également prescrit un système de panneaux de direction blanc sur brun pour les attractions touristiques et récréatives. Le TSRGD 2002 a actualisé ce système et introduit un système de panneaux noirs sur jaune pour les travaux routiers. TSRGD 2016 est la version actuelle en vigueur. 
Sur les panneaux de direction avancés, comme le prévoient les Règles de Guildford, la couleur d'arrière-plan indique la catégorie de route sur laquelle ils se trouvent. Sur tous les panneaux de direction, les noms de destination sont placés sur la couleur appropriée à la catégorie de route utilisée à partir de cette jonction. Un panneau d'une couleur sur un fond de couleur différente indique donc un changement d'état de l'itinéraire. Une plus petite zone de couleur, appelée patch, entoure un numéro de route entre crochets (mais pas sa destination associée) pour indiquer une route de statut supérieur qui est jointe à une certaine distance. Un timbre ne peut être que de couleur bleue ou verte.
Les panneaux indiquant un changement temporaire, comme les travaux routiers ou les déviations d'itinéraires, sont indiqués sur fond jaune. Habituellement, ces enseignes utilisent un simple code de couleur noir sur jaune, tandis que les enseignes plus complexes utilisent les enseignes conventionnelles superposées sur un fond jaune.
Dans certaines zones, comme le parc national de Dartmoor, des panneaux et des couleurs supplémentaires sont utilisés pour distinguer les conditions routières. En plus des couleurs nationales, le parc utilise également des panneaux blancs avec une bordure bleu clair et du texte pour indiquer les itinéraires convenant aux véhicules de taille moyenne et des panneaux blancs avec une bordure brune et du texte pour les itinéraires convenant aux voitures et aux petits véhicules seulement. Le parc utilise également des panneaux de signalisation à l'aide de poteaux à doigts pour les routes qui ne conviennent qu'à la circulation locale. Ces itinéraires sont annoncés dans les dépliants du parc et dans d'autres médias.
Par souci de commodité, les principales règles de codage par couleur peuvent être résumées comme suit :
| Signe d'arrière-plan | La frontière | Lettrage                         | Utilisation                      | Jeu de règles                                                |
| -------------------- | ------------ | -------------------------------- | -------------------------------- | ------------------------------------------------------------ |
| Bleu                 | Blanc        | Blanc                            | Autoroute                        | Anderson                                                     |
| Brun                 | Blanc        | Blanc                            | Attractions récréatives          |                                                              |
| Vert                 | Blanc        | Blanc, jaune, nombres de trajet) | Route principale                 | Worboys                                                      |
| Blanc                | Noir         | Noir                             | Route non primaire               | Worboys                                                      |
| Blanc                | Bleu         | Noir                             | Destinations locales             | Abandonné en faveur de la bordure noire de la co-utilisation |
| Blanc                | Rouge        | Noir                             | Sites du ministère de la Défense |                                                              |
| Jaune                | Noir         | Noir                             | Travaux routiers                 | Guildford                                                    |

Le code couleur des panneaux de signalisation peut être résumé comme suit :
| Panneau de fond | La frontière | Lettrage | Utilisation                      | Jeu de règles |
| --------------- | ------------ | -------- | -------------------------------- | ------------- |
| Bleu            | Blanc        | Blanc    | Autoroute                        | Guildford     |
| Brun            | Blanc        | Blanc    | Attractions récréatives          | Guildford     |
| Vert            | Blanc        | Blanc    | Route principale                 | Guildford     |
| Rouge           | Blanc        | Blanc    | Hôpital                          | Guildford     |
| Blanc           | Rouge        | Noir     | Sites du ministère de la Défense | Guildford     |

### Police d'écriture
Deux polices d'écriture sont spécifiées pour les panneaux routiers britanniques : Transports et autoroutes.
Transport est une police d'écriture mixtes et est utilisé pour tous les textes sur les panneaux fixes permanents, à l'exception des numéros d'itinéraire sur les panneaux autoroutiers. Il est utilisé en deux poids : Transport Medium (pour les textes clairs sur fond foncé) et Transport Heavy (pour les textes foncés sur fond clair).
L'autoroute a une police d'écriture  limité composé uniquement de chiffres et de quelques lettres et symboles nécessaires pour indiquer les numéros d'itinéraire ; elle a des caractères allongés et est conçue pour mettre l'accent sur les numéros d'itinéraire sur les autoroutes. L'autoroute est utilisée pour indiquer tous les numéros d'itinéraire sur les autoroutes elles-mêmes, et peut également être utilisée sur les routes non autoroutières pour indiquer les directions dans lesquelles les règlements autoroutiers s'appliquent immédiatement (comme les bretelles d'autoroute). Motorway Permanent est un caractère clair sur fond sombre ; Motorway Temporary est sombre sur fond clair.
Transport Medium et Motorway Permanent ont été développés pour le Comité Anderson et figurent sur les premiers panneaux autoroutiers. Les deux autres caractères sont similaires mais ont une largeur de trait supplémentaire dans les lettres pour compenser les fonds clairs. Ces caractères sont les seuls autorisés sur les panneaux de signalisation routière au Royaume-Uni. Bien que des signes contenant d'autres caractères apparaissent occasionnellement à certains endroits, ils sont explicitement interdits dans les directives gouvernementales et sont techniquement illégaux.

### Langue

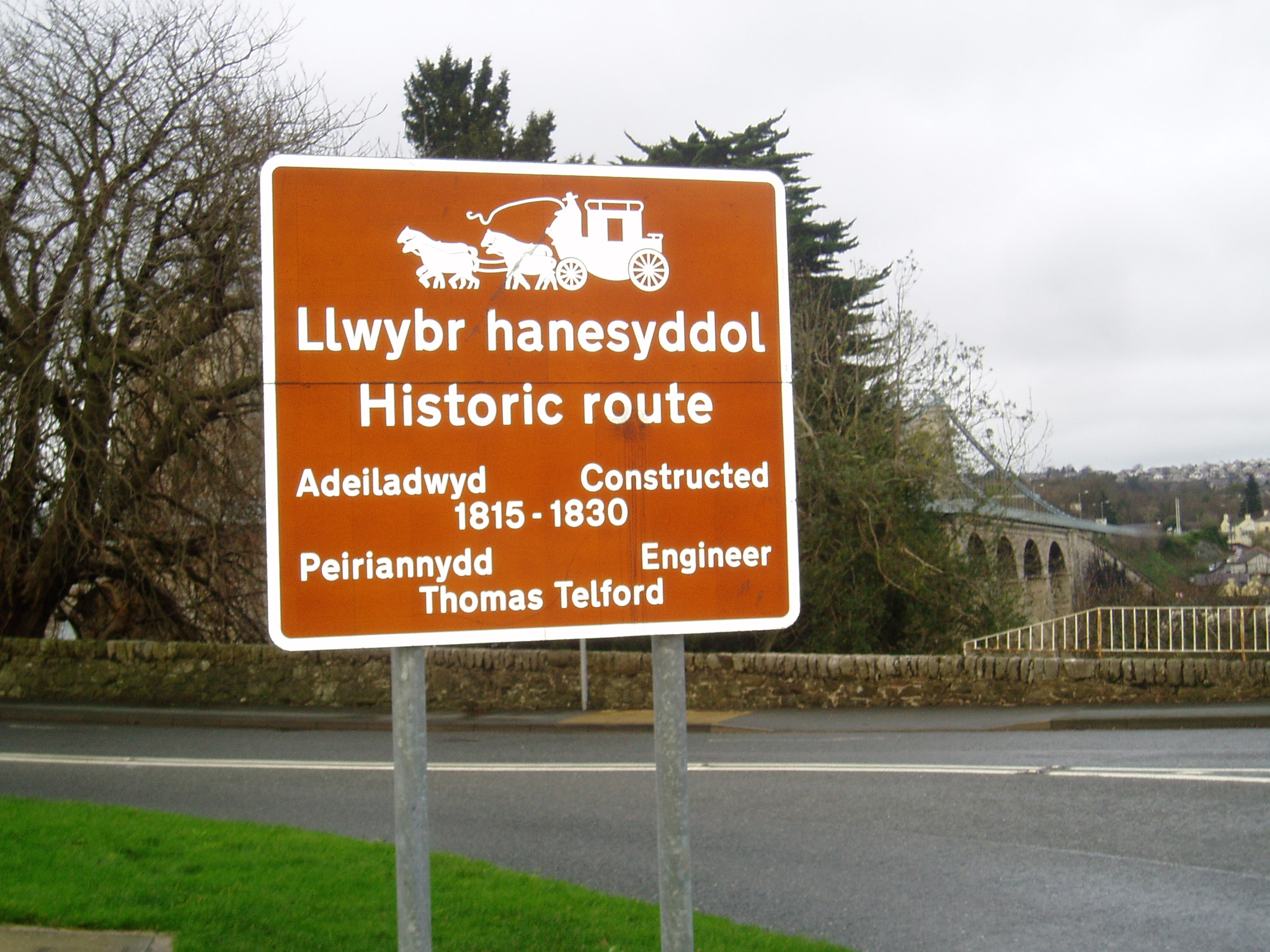
Au Pays de Galles, les panneaux sont généralement bilingues, comme ce panneau route historique sur l'A5 près du pont de Menai.

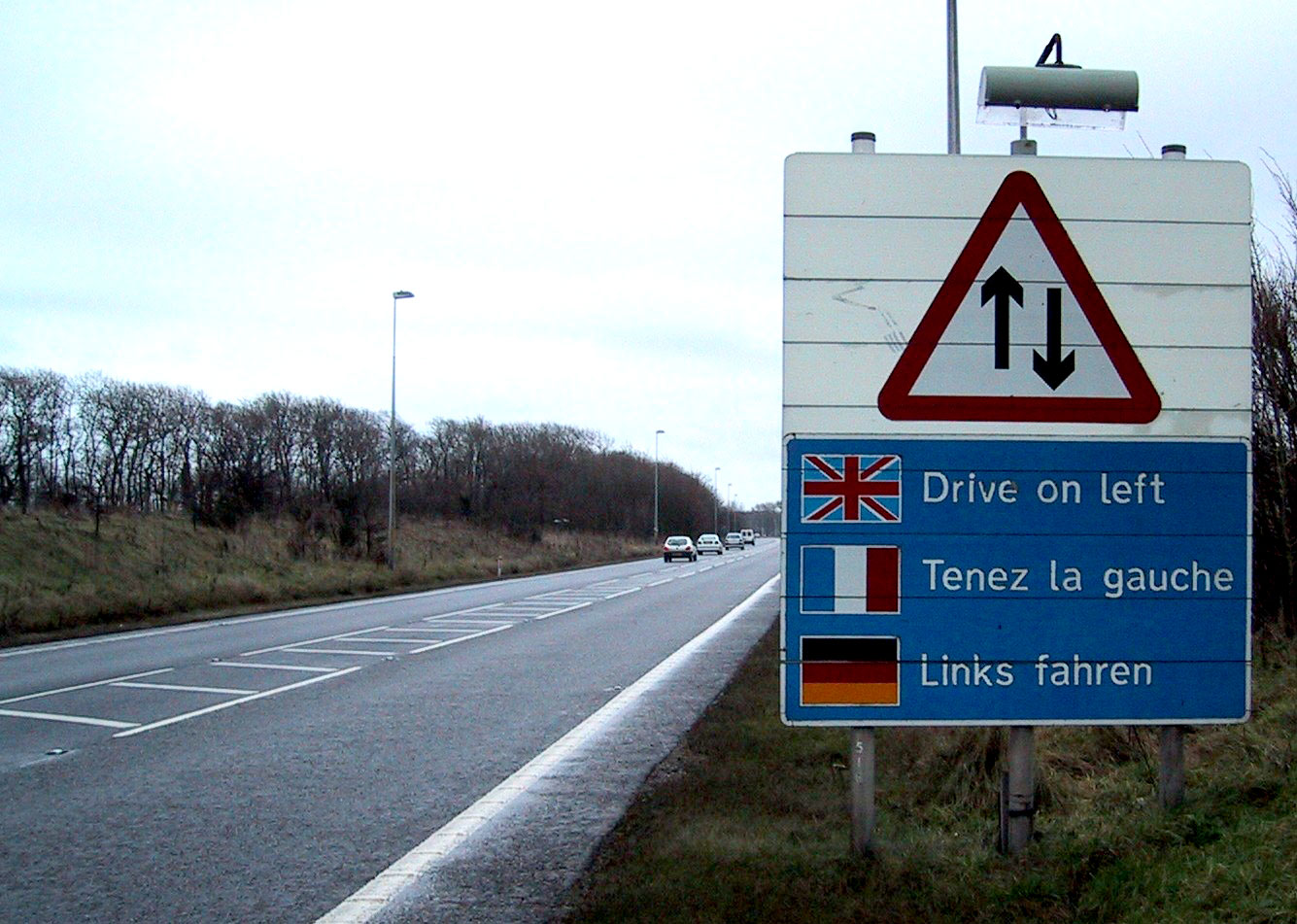
Panneau multilingue dans le Kent.

Des panneaux bilingues sont utilisés au Pays de Galles. Jusqu'en 2016, les autorités routières galloises pouvaient choisir si les panneaux dans leur zone étaient priorité anglaise ou priorité galloise, et la langue prioritaire dans la zone de chaque autorité routière figurait en premier sur les panneaux. La plus grande partie du sud du pays de Galles utilisait l'anglais comme priorité, tandis que l'ouest, le milieu et la majeure partie du nord du pays de Galles étaient de priorité galloise. Les nouveaux règlements entrés en vigueur en 2016 exigent que toutes les enseignes soient d'abord en gallois, les enseignes English-priority existantes n'étant remplacées que lorsqu'elles le seraient autrement. Les enseignes bilingues ont été autorisées par autorisation spéciale après 1965 et, en 1972, le Bowen Committee a recommandé qu'elles soient fournies systématiquement dans tout le Pays de Galles.
Il existe au Royaume-Uni un petit nombre de panneaux multilingues sur les grands axes routiers qui quittent les grands ports (comme Douvres). Ils détaillent en anglais, français, allemand et, parfois suédois, les limitations de vitesse standard et les rappels de conduite à gauche. Des panneaux d'interdiction d'arrêt multilingue existent à plusieurs endroits sur la M25.
Dans les Highlands et les îles écossaises, de nombreux panneaux de signalisation routière ont le gaélique écossais en vert, en plus de l'anglais en noir. Cela fait partie du renouveau de la langue gaélique encouragé par beaucoup, y compris le gouvernement écossais et Bòrd na Gàidhlig.

### Rétroréflexion
Au Royaume-Uni, les panneaux routiers doivent être rétroréfléchissants pour que les conducteurs puissent les lire la nuit. Il existe trois catégories de matériaux couramment utilisés :
- La classe 1 (qualité ingénierie) est un produit de perles de verre à faible performance, c'était le premier matériau réfléchissant utilisé sur le réseau britannique et inventé par 3M. Aujourd'hui, au Royaume-Uni, il n'est utilisé que pour les plaques de rue et les panneaux de stationnement.
- La classe 2 (haute intensité) est généralement un produit microprismatique qui utilise des coins de cube tronqués pour renvoyer la lumière au conducteur. Il est couramment utilisé pour les panneaux de signalisation directionnelle ou les panneaux de réglementation moins importants. Il existe également des produits de perles de verre à haute intensité qui répondent à cette catégorie.
- La classe 3 (qualité diamant) est un produit microprismatique haut de gamme pour les panneaux importants, sur les routes à grande vitesse et dans les zones d'éclairage ambiant où le conducteur peut être distrait par l'encombrement de la lumière. La classe 3 peut être divisée en deux divisions ; 3A pour la longue distance et 3B pour la courte distance. Actuellement, le seul produit qui fonctionne à ces niveaux est le DG3.

## Catégorisation
Au Royaume-Uni, les panneaux de signalisation routière sont classés comme suit :
- Signalisation des autobus et des vélos
- Direction et panneaux touristiques
- Panneaux d'information
- Panneaux de passage à niveau
- Panneaux de pont bas
- Panneaux d'autoroute
- Sur le parking de la rue
- Piéton, bicyclette, équestre
- Signalisation des zones piétonnes
- Panneaux de réglementation
- Travaux routiers et temporaires
- Panneaux pour cyclistes et piétons
- Panneaux de limitation de vitesse
- Contrôle de la voie d'écoulement de la marée
- D'apaisement de la circulation
- Panneaux de tramway
- Panneaux d'avertissement

### Panneaux d'avertissement
L'importance d'un panneau d'avertissement est soulignée par la bordure rouge qui l'entoure et la forme triangulaire. Certains avertissements n'ont pas de bordure rouge comme une déviation brusque. La priorité par la jonction est indiquée par la ligne plus large. Les exemples ci-dessous excluent les ponts bas, les passages à niveau de chemin de fer et de tramway, les installations d'autobus et de pédalage, la modération de la circulation et les travaux routiers.

Signalisation avancée d'un cédez-le-passage ou d'un stop
Signalisation avancée ou d'un stop (avec distance)
Signalisation avancée ou d'un cédez-le-passage (avec distance)
Feux de circulation
«Signaux à temps partiel» Panneau et panonceau utilisés pour les feux qui ne fonctionnent qu'à certaines heures
Intersection avec une route non prioritaire
Intersection avec une route non prioritaire
Intersection avec une route non prioritaire
Intersection avec des routes non prioritaires
Intersection avec une route non prioritaire
Voie d'accès à une route prioritaire
Carrefour à sens giratoire
Virage vers la droite
Succession de virages
Intersection à un virage
Intersection à virage
«Dévers défavorable»
Chevrons
«Ralentir immédiatement»
Chaussée rétrécie
Chaussée partiellement rétrécie
Véhicules larges circulant sur les deux voies
«Trafic en file indienne» (dans chaque direction)
Une seule voie
Fin de route à chaussées séparées
Circulation dans les deux sens
Circulation dans les deux sens à l'intersection
«Gué»
«Inondation»
«Porte» (ou «Portes»)
«Défense de fumer»
«Essayez vos freins»
Descente dangereuse
Montée dangereuse
«Rétrograde sur 1 1/2 milles»
«Rétrogradez maintenant»
«Continuez en rétrograde»
Pont mobile
Quai
Quai
Accotement non stabilisé
«Accotement non stabilisé sur 2 milles»
Tunnel
Pont surélevé
Chaussée déformée
Chaussée glissante
Vent latéral
Distance
Distance et direction
Étendue
Avions volant à basse altitude
«Planeurs»
Hélicoptères volant à basse altitude
Risque de chutes de pierres
Embouteillages fréquents
«Risque d'embouteillages»
Véhicules militaires lents susceptibles de se trouver sur la route ou de traverser la route
Véhicules lents sur la pente
«Camions lents sur 2 milles»
Verglas ou congères de neige
«Verglas» Peut être modifié en «Congères»
Autre danger Ce panneau doit être accompagné par un panonceau qui spécifie la nature du danger
Panonceau indiquant la nature du danger Exemple: «Dynamitage»
Sortie de véhicules de secours, arrêt obligatoire au signal
Passage pour piétons
Piétons
«Pas de chemin pour piétons sur 400 verges»
Personnes fragiles
«Personnes handicapées» Peut être modifié en «Personnes aveugles» ou «Personnes âgées»
Enfants
«École»
«Terrain de jeux»
«Brigadier scolaire»
«Enfants handicapés» Peut être modifié en «Enfants aveugles» ou «Enfants sourds»
Véhicules à traction animale
Cavaliers
Chevaux sauvages
Animaux sauvages
Oiseaux sauvages
Crapauds migrateurs
Moutons
Véhicules agricoles
«Trafic agricole»
Zone infectée par une maladie animale Exemple: «Rage»
«Grille à bétail»
Panonceau utilisé avec le panneau «Grille à bétail» pour l'indication du contournement des véhicules à traction animale et des animaux
Bovins
«Si feux allumés» Panonceau utilisé avec le panneau Bovins pour indiquer le passage surveillé du bétail à l'avant
Traversée de tramway

### Les panneaux de réglementation
Les panneaux aux bordures rouges circulaires sont prohibitifs, qu'ils aient ou non une ligne rouge diagonale. Les panneaux circulaires bleus donnent principalement une instruction positive (obligatoire). Ces panneaux circulaires peuvent être accompagnés ou placés sur une plaque rectangulaire (information) qui fournit des détails sur l'interdiction ou l'instruction ; par exemple, des plaques d'attente et de chargement et des panneaux d'entrée de zone.
Les panneaux Stop (octogonaux) et les panneaux céder le passage (triangle inversé) sont les deux exceptions notables, les formes distinctives étant reconnaissables même si le visage est obscurci par la saleté ou la neige.

Stop, cédez le passage
«Cédez le passage»
Sens interdit
Circulation interdite
«Pas de véhicules» (Tous véhicules interdits)
«Pas de véhicules 10:00 - 16:00, sauf desserte»
«Rue de jeu de 08:00 au coucher du soleil, sauf desserte»
Véhicules à moteur interdits
Véhicules à moteur interdits, à l'exception des deux-roues
Deux-roues motorisés interdits
Caravanes remorquées interdites
Piétons interdits
Chevaux interdits
Véhicules à traction animale interdits
«Véhicules articulés interdits»
«Véhicules chenillés interdits»
Véhicules de transport de marchandises d'une masse supérieure à celle indiquée interdits
Fin de l'interdiction des véhicules de transport de marchandises dépassant la masse maximale indiquée sur un panneau précédent
Véhicules dépassant la longueur indiquée interdits
Véhicules transportant des explosifs interdits
Véhicules transportant des explosifs interdits
Véhicules dépassant la largeur indiquée interdits
Traversée de l'ouvrage interdite aux véhicules dont la masse dépasse celle indiquée
Desserte locale autorisée
Arrêt autorisé pour procéder à un chargement ou à un déchargement
Dépassements interdits
Cédez le passage à la circulation venant en face
«Cédez le passage à la circulation venant en face»
Demi-tours interdits
Interdiction de tourner à droite à l'intersection
Interdiction de tourner à gauche à l'intersection
Halte obligatoire au passage d'enfants
Halte obligatoire au barrage de police
Restrictions de circulation sur l'accotement
Direction obligatoire
Direction obligatoire à l'intersection
Contournement obligatoire: par la droite ou la gauche
Contournement obligatoire
«Route à deux voies»
«Sens unique»
Carrefour à sens giratoire
Sens unique
Sens unique
Poids-lourds interdits sur un itinéraire avec déviation

### Panneaux de limitation de vitesse
La limite de vitesse nationale du Royaume-Uni pour les voitures et les motocyclettes dans les zones d'éclairage public (à l'exclusion des autoroutes) est de 30 milles à l'heure. D'autres limites peuvent s'appliquer si elles sont spécifiquement signées.

Limitation de vitesse (en mph)
Zone de limitation de vitesse (en mph)
Fin de zone de limitation de vitesse
Vitesse minimale obligatoire (en mph)
Fin de vitesse minimale obligatoire
Rappel de la limitation de vitesse avec présence de radars
Présence de radars
Radars
«Radar tronçon»

### Panneaux de pont bas
Les ponts dont le dégagement est inférieur à 16,6 pieds (5,1 m) sont normalement signalisés. Les unités sont traditionnellement en pieds et en pouces, mais toute enseigne neuve ou de remplacement doit contenir des mesures métriques. Les ronds réglementaires et les triangles d'avertissement peuvent être utilisés, selon le type de pont, mais les ponts particulièrement vulnérables aux collisions peuvent avoir un panneau à message variable qui est activé par les véhicules de grande hauteur qui passent à travers un faisceau infrarouge. Lorsque le panneau est activé, quatre lampes ambre clignotent, la paire du haut alternant avec la paire du bas.

Limite de hauteur
Limite de largeur
Limite de longueur
Signalisation avancée d'une limitation de hauteur
Signalisation avancée d'une limitation de hauteur à la traversée d'un pont

### Panneaux de passage à niveau
Certains passages à niveau au Royaume-Uni n'ont pas de barrières. Plusieurs panneaux de signalisation seront installés à l'approche et au passage à niveau. 

Passage à niveau équipé de barrières
Passage avec câbles de haute tension
Passage à niveau sans barrière
Signal lumineux et sonore d'arrêt obligatoire (peut aussi être utilisé aux ponts mobiles ou aux zones de traversée d'avions)
Portique en présence de câbles de haute tension
Passage à niveau (signal de position)

### Signalisation des autobus et des vélos
Certaines routes et certains trottoirs sont partagés avec les cyclistes et les autobus. Le mot local sur le symbole d'autobus signifie que les seuls autobus qui peuvent emprunter la voie sont ceux qui exploitent un service local. Lorsque le mot local n'est pas indiqué, la voie peut être utilisée par tout véhicule conçu pour transporter plus de 8 passagers, à l'exclusion du conducteur et des autobus locaux. Les motocyclettes solo peuvent utiliser la voie où le symbole de la motocyclette est indiqué sur les panneaux. D'autres véhicules peuvent entrer et s'arrêter dans une voie réservée aux autobus pour charger et décharger, à moins que les panneaux le long de la voie indiquent le contraire. 

Interdit aux transports en commun
Interdit aux cycles
Voies séparées pour cyclistes et piétons
Piste cyclable obligatoire
Voie de tramway
Voie de transport en commun (tramway et bus)
Transports en commun en sens inverse
Piste cyclable conseillée
Fin de voie de bus
Aire de stationnement pour vélos à proximité
Voie cyclable
Arrêt de bus
Traversée de voies de bus (double sens de circulation)
Bande cyclable
Aire de stationnement pour autobus aux horaires indiqués
Traversée de voie de bus cyclable

### Signalisation des zones piétonnes
Les zones telles que les grandes rues et les zones commerciales peuvent être signalées comme zones piétonnes. Les restrictions sont détaillées sur les panneaux d'entrée de zone et les plaques de répétition. Les panneaux d'entrée peuvent indiquer que les autobus, les taxis, les détenteurs d'un badge pour handicapés ou les détenteurs de permis peuvent entrer dans la zone. Voici des exemples de panneaux d'entrée de zone :

Zone piétonne, accès et stationnement restreints
Fin de zone piétonne
Rappel de l'interdiction de stationner

### Baies de chargement et panneaux de stationnement
Les restrictions d'attente sont indiquées à la fois par des panneaux et des marquages routiers. Les places de stationnement sur rue peuvent être désignées pour une catégorie particulière de véhicules (p. ex. motocyclettes solo ou voiture) ou pour un utilisateur particulier (p. ex. titulaires de permis ou de badges pour personnes handicapées). Le stationnement peut être gratuit ou payant (par exemple payant et affichage ou parcomètres).

Il peut y avoir une limite de temps pour la durée du séjour et un temps minimum avant de retourner à une place de stationnement particulière. Lorsqu'une plaque n'indique pas les jours de la semaine, les restrictions s'appliquent aux mêmes heures tous les jours, y compris le dimanche. Lorsque l'heure du jour n'est pas indiquée, les contrôles s'appliquent pendant 24 heures. Si un jour férié tombe un jour où les contrôles sont en service, les contrôles s'appliquent normalement, à moins que la plaque n'indique qu'ils ne le sont pas. Des contrôles spéciaux peuvent s'appliquer les jours où un grand événement a lieu.

Stationnement interdit (exepté chargement et déchargement) aux horaires indiqués
Stationnement interdit (exepté chargement et déchargement) aux horaires indiqués, aux jours indiqués
Stationnement interdit (exepté chargement et déchargement et véhicules indiqués) aux horaires indiqués, aux jours indiqués
Chargement et déchargement interdits
Chargement et déchargement uniquement
Combination des panneaux interdisant le stationnement d'un côté et le chargement de l'autre
Aire de stationnement
Aire de stationnement pour handicapés
Aire de stationnement avec restrictions
Aire de stationnement, macaron obligatoire
Panneau directionnel indiquant une aire de stationnement
Stationnement autorisé sur le trottoir
Stationnement autorisé sur le trottoir
Fin d'autorisation de stationner sur le trottoir

### Panneaux d'Autoroute
Pour utilisation sur les autoroutes très fréquentées et autres routes larges où les panneaux d'accotement sont fréquemment obstrués par d'autres véhicules.
Un ADS a généralement le bleu, le vert ou le blanc comme couleur de fond pour indiquer le statut de la route (autoroute, primaire ou non primaire) sur laquelle il est placé. A l'exception de la chaussée principale d'une autoroute, des panneaux de couleur sont utilisés pour indiquer les itinéraires de la jonction en cours de signalisation qui ont un statut différent. Une DS doit toujours être d'une seule couleur indiquant l'état de la route à rejoindre, bien qu'il y ait quelques rares exceptions à cette règle.
Les caractères lourds et moyens ont été conçus pour compenser l'illusion d'optique qui fait que les lignes sombres sur fond pâle paraissent plus étroites que les lignes pâles sur fond sombre. Les destinations sont donc écrites en cas mixte blanc Transport Medium sur fond vert et bleu, et en noir Transport Heavy sur fond blanc. Les numéros d'itinéraire sont de couleur jaune lorsqu'ils sont placés directement sur un fond vert. Certains panneaux indiquent logiquement la destination la plus proche de l'itinéraire en premier (c.-à-d. en haut), tandis que d'autres indiquent l'établissement le plus éloigné en premier. Sur un rond-point DS, les emplacements d'itinéraire sont généralement indiqués avec la destination la plus proche en bas et la plus éloignée en haut lorsqu'on va tout droit, et également à gauche et à droite. Cependant, de nombreux panneaux de gauche à droite indiquent plus logiquement la destination la plus proche en haut, les destinations plus lointaines étant listées par ordre décroissant.
Les destinations/routes qui ne sont pas directement accessibles sur l'itinéraire actuel d'un conducteur, mais qui sont accessibles par une artère de cette chaussée, sont affichées entre parenthèses.
Tous les types d'ADS (mais pas DS) peuvent facultativement avoir le nom de jonction au sommet de l'enseigne en lettres majuscules dans un panneau séparé.
Un panneau de confirmation d'itinéraire est placé soit après un carrefour où les distances n'étaient pas indiquées sur l'ADS ou le DS, soit sur un panneau d'information aérien, mais ne montre pas les distances jusqu'aux destinations le long de cet itinéraire.

Signalisation avancée d'une fin d'autoroute
Autoroute
Numéro de voie d'une bretelle d'autoroute
Distance jusqu'à la prochaine aire de service
Échangeur autoroutier
Entrée à une aire deégislations autoroutières ne s'appliquent pasfacilité similaire dans une autoroute où les régulations d'autoroute cessent d'appliquer
Direction à la prochaine sortie
Panneau de distance pour les agglomérations desservies par l'itinéraire
Panneau directionnel indiquant une ville desservie par une autoroute
Panneau directionnel indiquant une aire de service
Distances jusqu'aux prochaines aires de services
Distances jusqu'aux prochaines aires de services (avec les marques des sociétés)
Directions à prendre à la prochaine sortie pour accéder aux villes indiquées
Nouvelle voie de circulation

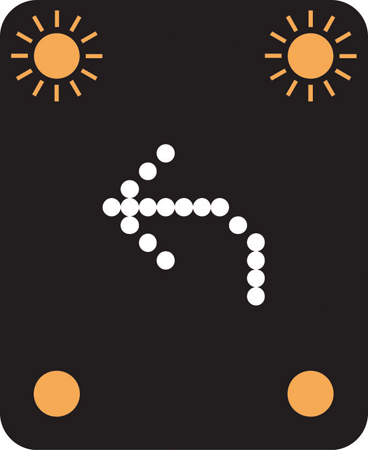
Obligation de quitter la route par la prochaine sortie
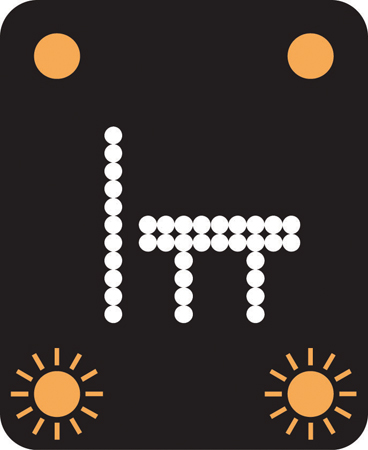
Fermeture de voies
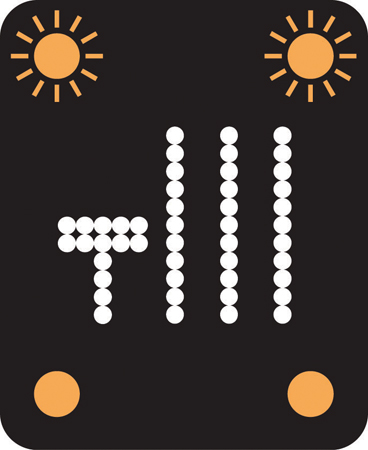
Fermeture d'une voie
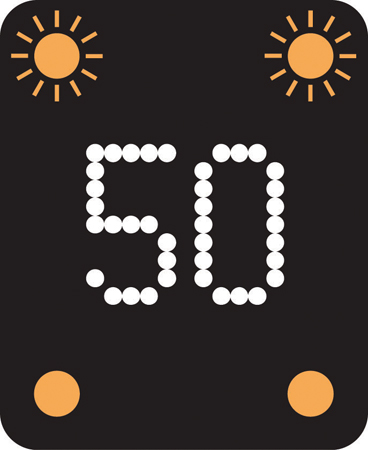
Limitation de vitesse (en mph)
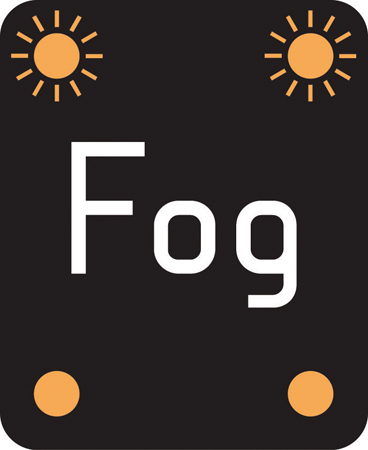
Attention brouillard
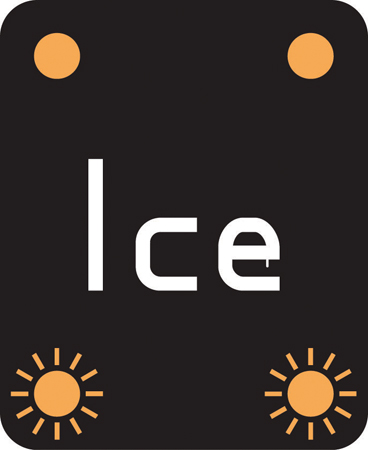
Attention verglas
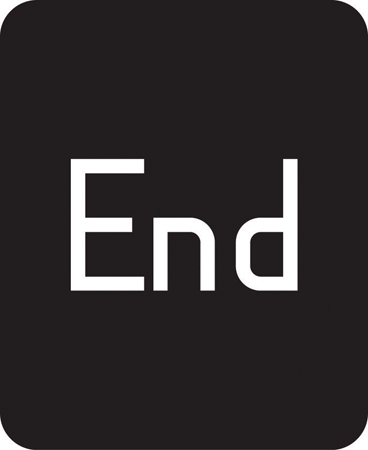
Fin des restrictions temporaires
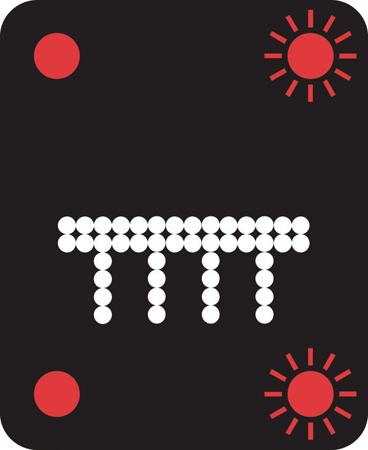
Fermeture de toutes les voies
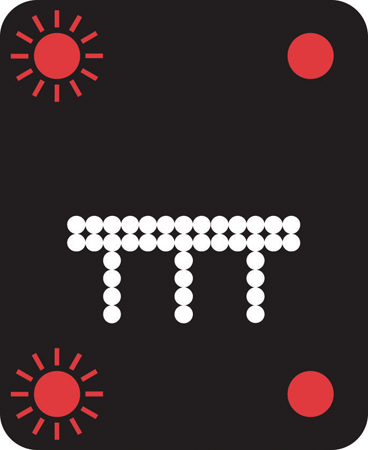
Fermeture de toutes les voies
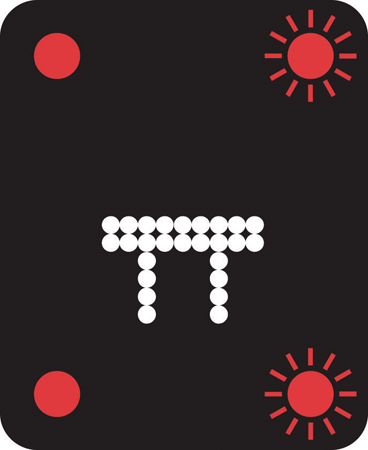
Fermeture de toutes les voies
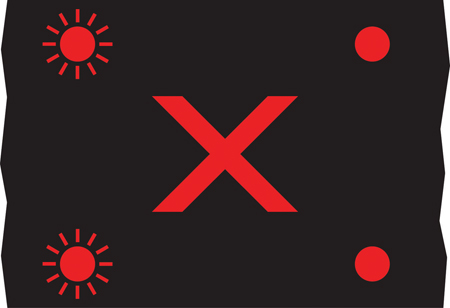
Voie fermée

Un signal précédent peut vous diriger vers une voie adjacente. Plus d'une voie peut être fermée à la circulation. Si toutes les voies présentent une croix rouge, l'autoroute est fermée. Les automobilistes pris sur la voie de circulation sont passibles d'une amende de 100 £ et perdront des points sur leur permis.

### Panneaux directionnels
Le terme panneau de direction couvre à la fois les panneaux de direction avancés (ADS), placés à l'approche d'une jonction, et les panneaux de direction (DS) à la jonction elle-même, indiquant où tourner. Un DS a une extrémité en chevron (pointue), et ce type est également appelé signe du type drapeau.

300 mètres jusqu'à un rond-point ou le prochain point où le trafic peut laisser un non-primaire itinéraire
200 mètres jusqu'à un rond-point ou le prochain point où le trafic peut laisser un non-primaire itinéraire
100 mètres jusqu'à un rond-point ou le prochain point où le trafic peut laisser un non-primaire itinéraire
Sortie et accès autoroutiers permettant d'accéder à une agglomération
Schéma des nouvelles voies de circulation
Schéma des nouvelles voies de circulation (signal avancé)

#### Destinations Touristiques

Information touristique
Aire de campement
Train touristique
Emplacement de pique-nique
Direction de l'attraction touristique indiquée par un symbole
Itinéraire passant par des lieux d'intérêt reconnus
Direction et distance à un emplacement de pique-nique
Direction et distance à un point ou centre d'information touristique
Sortie autoroutière menant aux attractions touristiques indiquées
Direction pour les piétons à une attraction touristique
Signalisation avancée d'une voie menant à une attraction touristique
Auberge de jeunesse dans la direction indiquée (avec distance)
Signalisation avancée d'une voie menant à une attraction touristique
Château historique
Sorties à un carrefour à sens giratoire permettant d'accéder à des destinations touristiques
Arrêt d'autocars touristiques à un point de vue
Sortie autoroutière menant à une ville ou une zone géographique proposant plusieurs attractions touristiques et un point ou centre d'information touristique.
Aire de stationnement disposant d'un point d'information touristique, d'un emplacement de pique-nique, d'un téléphone publique, de toilettes publiques et d'un point de vue

### Itinéraires de déviation
Les itinéraires de déviation sont marqués par des symboles noirs sur une tache jaune (carré, triangle, cercle ou diamant). Celles-ci marquent les itinéraires de déviation dans le cas où la route à venir est fermée pour quelque raison que ce soit. Les automobilistes peuvent naviguer en suivant le symbole et retrouver leur chemin jusqu'à la route d'origine à un carrefour situé au-dessus de la fermeture. Les quatre symboles peuvent être remplis (solide) ou des contours. Ils sont le plus souvent placés sur des panneaux directionnels, en suivant le numéro de route (p. ex. A 25), mais ils peuvent être indépendants.

Sur les routes secondaires, un simple panneau noir sur jaune avec une flèche et le mot Diversion est utilisé, comme ici.

Solide Cercle d'Urgence voie de déviation de l'autoroute et d'autre de la route principale de la circulation
Triangle d'Urgence voie de déviation de l'autoroute et d'autre de la route principale de la circulation
Carré d'Urgence voie de déviation de l'autoroute et d'autre de la route principale de la circulation
creux de Diamant d'Urgence voie de déviation de l'autoroute et d'autre de la route principale de la circulation
Détournement de déclenchement de connexion Principale route fermée, suivez le détournement d'arriver au même endroit
Pour le triangle de détournement, de tourner à droite
Déviation sur les routes secondaires ou pour les travaux routiers de départ à gauche.

### Panneaux d'information
Les panneaux d'information sont principalement rectangulaires (carrés ou oblongs) mais, à proprement parler, cette catégorie couvre également les panneaux directionnels. Ils sont souvent colorés pour correspondre à la signalisation directionnelle de l'état de la route en question, mais lorsque cela n'est pas nécessaire, ils sont généralement bleus avec un texte blanc. On peut citer par exemple les panneaux gain de voie et dénivellation sur les routes à niveaux séparés, ainsi que les indications IN et OUT pour les accès aux locaux privés à partir de l'autoroute.

Accident, panneau placé par les forces de police
Itinéraire inadapté pour les poids-lourds
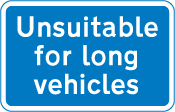
Itinéraire inadapté pour les véhicules longs
Pas de bande d'arrêt d'urgence sur la portion indiquée

### Les travaux et les panneaux temporaires
Les travaux routiers sont normalement signalés à l'aide d'un triangle, un format d'avertissement à bordure rouge est utilisé pour indiquer qu'il y a des travaux à venir. Le graphique est celui d'un homme qui creuse. Dans le cadre des travaux routiers, les déviations et autres instructions aux conducteurs sont normalement données sur des panneaux jaunes avec l'écriture noire.

Travaux
Risque de projections de gravillons
Contournement d'un obstacle, virages
Les véhicules indiqués doivent suivre l'itinéraire de déviation
Déviation à un carrefour à sens giratoire
Affectation des voies

### Panneaux de nom de rue
Légalement, ces panneaux ne sont pas définis comme des panneaux de signalisation au Royaume-Uni. Donc, cela donne aux autorités une certaine souplesse quant à la conception et à l'emplacement de ces derniers. Ils peuvent être fixés à un poteau indicateur, un mur, une colonne de lampe ou un bâtiment. Le texte se trouve généralement dans le caractère Transport utilisé sur les panneaux de signalisation routière. Il est également courant que les plaques signalétiques des rues utilisent la police à empattement conçu par David Kindersley. Dans beaucoup des régions, le panneau montra le nom de l'autorité locale, ces armoiries héraldiques, ou parti du code postal de la rue.

### Identificateurs d'emplacement
Les marqueurs d'emplacement numérotés d'un type ou d'un autre sont utilisés pour identifier des emplacements spécifiques le long d'une route. Historiquement, les jalons ont été utilisés, mais depuis le début du 20e siècle, ils sont tombés en désuétude. Toutefois, à des fins administratives et d'entretien, des poteaux de marquage des distances et des panneaux de localisation des conducteurs ont été installés sur les autoroutes et certaines routes à double voie. Les numéros des bornes de marquage de distance sont intégrés dans les numéros de téléphone d'urgence routière et sont utilisés par les services d'urgence pour localiser les incidents. Avec l'avènement du téléphone mobile, les informations de localisation intégrées dans les systèmes téléphoniques d'urgence des autoroutes n'étaient pas accessibles aux conducteurs et, depuis 2007, des panneaux de localisation des conducteurs ont été installés sur de nombreuses autoroutes. Celles-ci contiennent des informations importantes sur l'emplacement et la direction de la chaussée, et le numéro de référence doit être indiqué dans son intégralité lors de la prise de contact avec les services d'urgence.

### Panneaux retirés (post-Worboys)

Arrêt (1965–1975)
Intersection (1965–1975)
Intersection en T (1965–1975)
Intersection à route secondaire (1965–1975)
Intersection en quinconce (1965–1975)
Succession de virages (1965–1975)
Les camions interdits (1965–1975)
Les autobus interdits (1965–1975)
Ascension dangereuse (1965, remplacé avec % pente en 1975)
Descente dangereuse (1965, remplacé avec % pente en 1975)
Le trafic fusionne à partir de la gauche (1965–1994)
Le trafic des fusions sur les principales voies (1965–1994)
«Brouillard» (1975–1994)
«Verglas» (1975–1994)
«Congères» (1975–1994)
Arrêtez - les enfants de passage (1975–1994)

## Irlande du Nord,dépendances de la Couronneetterritoires d'outre-mer

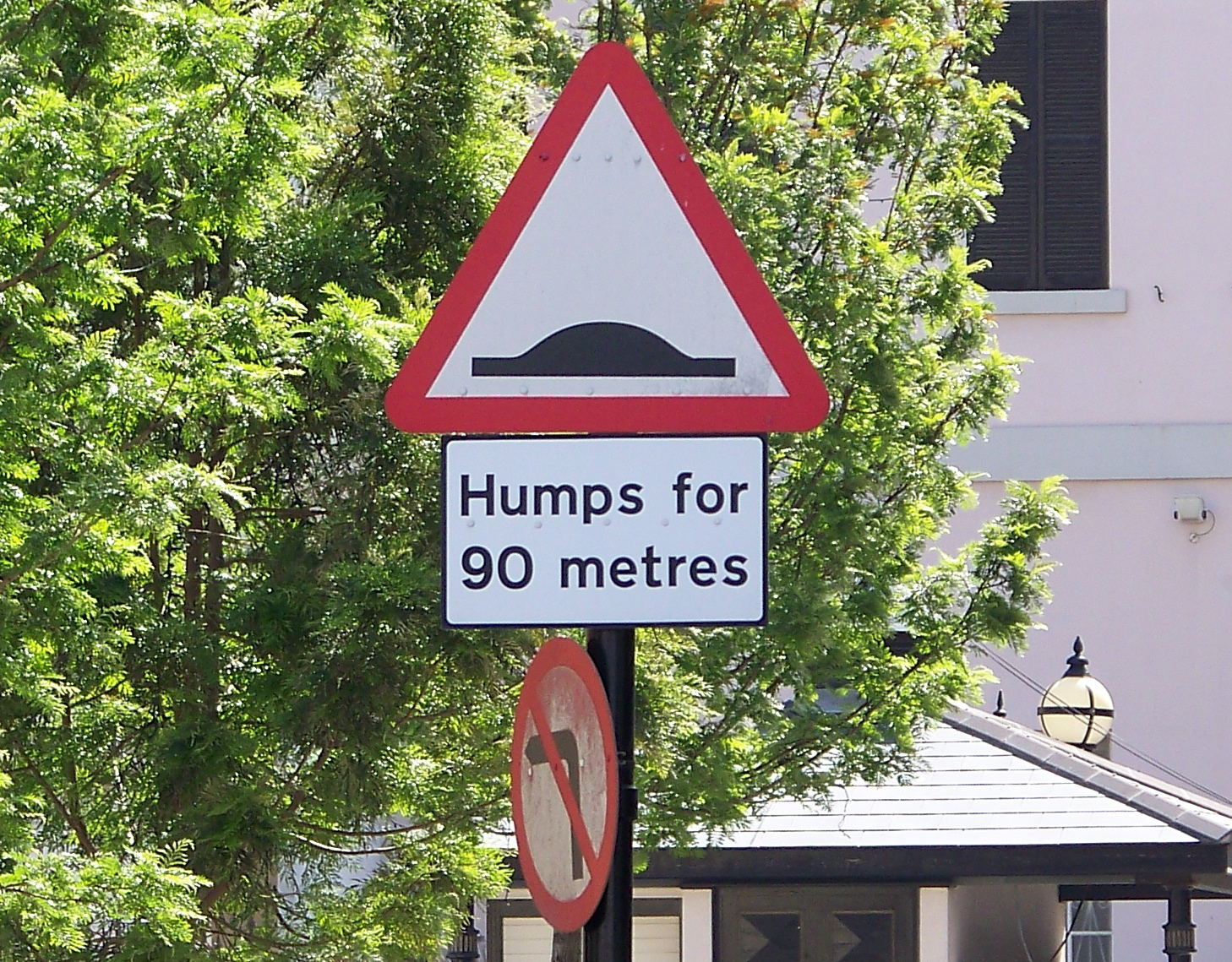
Panneau routier à Gibraltar - notez que la distance est indiquée en mètres.

La conception de la signalisation routière en Grande-Bretagne, telle que prescrite dans le Traffic Signs Regulations and General Directions (TSRGD), s'applique spécifiquement à l'Angleterre, à l'Écosse et au Pays de Galles. Ces règlements ne s'appliquent pas aux autres territoires qui relèvent de la compétence de la Couronne. La signalisation routière en Irlande du Nord, dans les îles Anglo-Normandes et sur l'île de Man relève de la compétence des législatures locales. Bien que la politique dans ces territoires soit d'aligner leurs panneaux de signalisation routière avec ceux prescrits dans le DTRSGD, de petites variations peuvent être observées.
Les panneaux de signalisation en Irlande du Nord sont prescrits par le Traffic Signs Regulations (Northern Ireland) 1997 et sont administrés par l'Assemblée d'Irlande du Nord. Le Tynwald (Parlement de l'île de Man), par le biais de son Traffic Signs (Application) Regulations 2003, a explicitement inclus la partie I du TSRGD dans la loi Manx, mais pas les autres parties de cette législation. L'une des conséquences de cette incorporation partielle est que si, en Angleterre et au Pays de Galles, les panneaux de limitation de vitesse devaient apparaître des deux côtés d'une chaussée jusqu'en 2016, ce n'était pas nécessaire dans l'île de Man.
Les panneaux de signalisation routière à Gibraltar et dans les zones de souveraineté britannique à Chypre sont contrôlés par le ministère de la Défense. Dans la SBA, les panneaux routiers sont calqués sur les panneaux routiers chypriotes plutôt que sur les panneaux routiers britanniques, y compris l'utilisation de limitations de vitesse métriques, tandis qu'à Gibraltar, les panneaux sont similaires en apparence à ceux du Royaume-Uni, mais en ligne avec le reste de la péninsule ibérique, les panneaux routiers utilisent des unités métriques et les commandes de circulation à droite. Toutefois, la hauteur et la largeur des panneaux d'avertissement et de réglementation sont à la fois impériaux et métriques.
Les panneaux routiers sont calqués sur les panneaux routiers américains dans les îles Vierges britanniques, tandis que dans d'autres territoires d'outre-mer, comme les îles Falkland et les îles Caïmans, ils sont calqués sur les panneaux britanniques.